# Alfredo Leone
Pour les articles homonymes, voir Leone.
Alfredo Leone, né le 30 novembre 1926 à New York (États-Unis) est un scénariste et producteur de cinéma et de télévision italien.

## Biographie
Il entre dans le monde de la production à la fin des années 1960, en finançant le film d'Antonio Margheriti, Avec Django, la mort est là.
Il rencontre ensuite Bava et connaît au début des années 1970 un succès commercial discret, jusqu'à Lisa et le Diable, sorti en salles en 1973. S'attendant à un échec, il décide de tourner des scènes supplémentaires pour en sortir une version différente, La Maison de l'exorcisme, modifiant le montage et ajoutant des scènes d'exorcisme sans toutefois l'accord de Bava,.
En 1974, il est producteur exécutif du film Les Chiens enragés, un film de Bava encore plus maudit, à tel point qu'il ne sort pas en salle. Il n'est sorti en vidéo qu'en 1995.
Après d'innombrables échecs, Leone se consacre à la production d'une série télévisée, L'Or des Amazones, qui l'amène à quitter le monde du cinéma.

## Filmographie

### Producteur
- 1968 : Avec Django, la mort est là d'Antonio Margheriti
- 1969 : Vénus en fourrure (Le malizie di Venere) de Massimo Dallamano
- 1972 : Baron vampire (Gli orrori del castello di Norimberga) de Mario Bava
- 1972 : Une nuit mouvementée (Quante volte... quella notte) de Mario Bava
- 1973 : Lisa et le Diable ou La Maison de l'exorcisme (Lisa e il diavolo) de Mario Bava
- 1974 : Les Chiens enragés (Cani arrabbiati) de Mario Bava
- 1976 : Allô... Madame d'Armando Nannuzzi
- 1979 : L'Or des Amazones (Le sette città d'oro)

### Scénariste
- 1973 : Lisa et le Diable ou La Maison de l'exorcisme (Lisa e il diavolo) de Mario Bava
- 1974 : Les Chiens enragés (Cani arrabbiati) de Mario Bava